# Brumovka
Brumovka je vodní tok, který pramení na rozhraní Bílých Karpat a Javorníků, v okresu Vsetín, ve Zlínském kraji. Je levostranným přítokem řeky Vláry u Bylnice. Délka potoka je zhruba 19,2 km. Rozloha povodí je 86,5 km².

## Popis
Potok pramení ve výšce zhruba 710 m n. m., asi 1500 m jižně od vesnice Študlov v zalesněném údolí, západně od vrcholu hory Požár (792 m n. m.). Stéká dosti prudce do údolí, protéká Študlovem a postupně stáčí svůj tok směrem k severozápadu. U podhorské obce Valašské Příkazy stáčí svůj tok na jihozápad. V obci se do Brumovky zleva vlévá potok Dolina. Na samém začátku obce Poteč se zleva připojuje další potok - Rakové. Uprostřed obce opět zleva další přítok jménem Vesník. Horní tok Brumovky až pod Poteč je nazýván jako Doubravka nebo i Dúbravka.
Dále potok přitéká do města Valašské Klobouky. Uprostřed města se potok stáčí směrem na jih. Kousek pod městem se do potoka vlévá zleva další přítok - Dešňanský potok a pak ihned zprava Vlčí potok. Brumovka zde protéká hlubokým údolím na jih směrem k Brumovu. Tato střední část potoka je také nazývána Klobucký potok, popř. Klobučka.
Na severním okraji Brumova se vlévá do Brumovky zleva nejsilnější přítok, zvaný Nedašovka. Po dalších zhruba 800 metrech opět zleva potok Hodňov a vzápětí zprava Hložecký potok. Na počátku městské části Bylnice se připojuje poslední přítok zleva - potok zvaný Bylnička. Na jižním okraji města proteče Brumovka pod Vlárskou dráhou a vlévá se do řeky Vlára ve výšce 300 m n. m.
Údolím Brumovky v celé délce od obce Valašské Příkazy až do Bylnice prochází státní silnice I/57 a souběžně také železniční trať Bylnice - Horní Lideč.

## Přítoky
Od pramene až po své ústí má Brumovka řadu nepojmenovaných přítoků, převážně z levé strany. K těm větším, pojmenovaným přítokům, patří:
- Dolina - zleva
- Rakové - zleva
- Vesník - zleva
- Dešňanský - zleva
- Vlčí potok - zprava
- Nedašovka - zleva
- Hodňov - zleva
- Hložecký - zprava
- Bylnička - zleva

## Fotogalerie

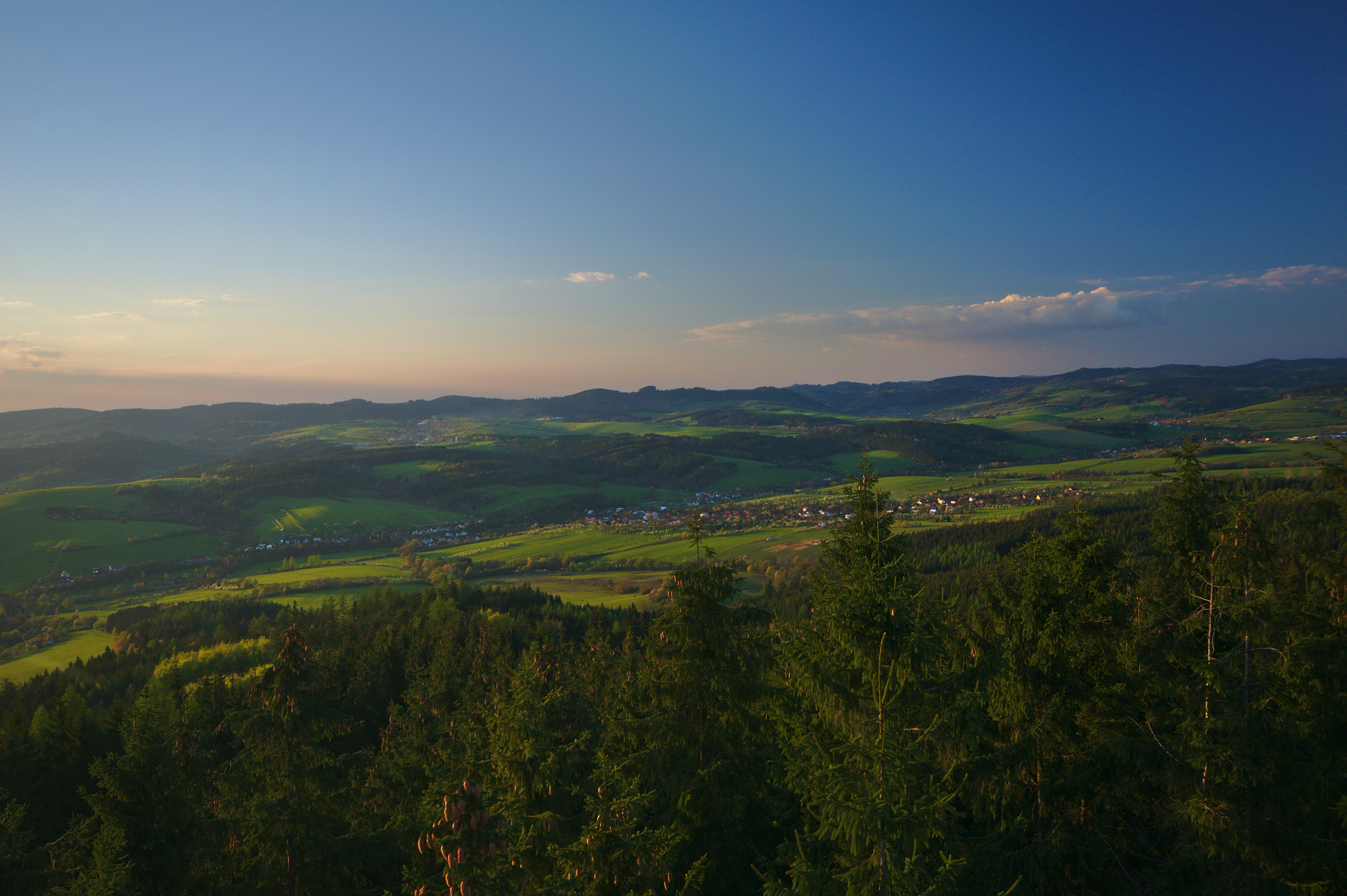
Údolí Brumovky při západu slunce z rozhledny Královec
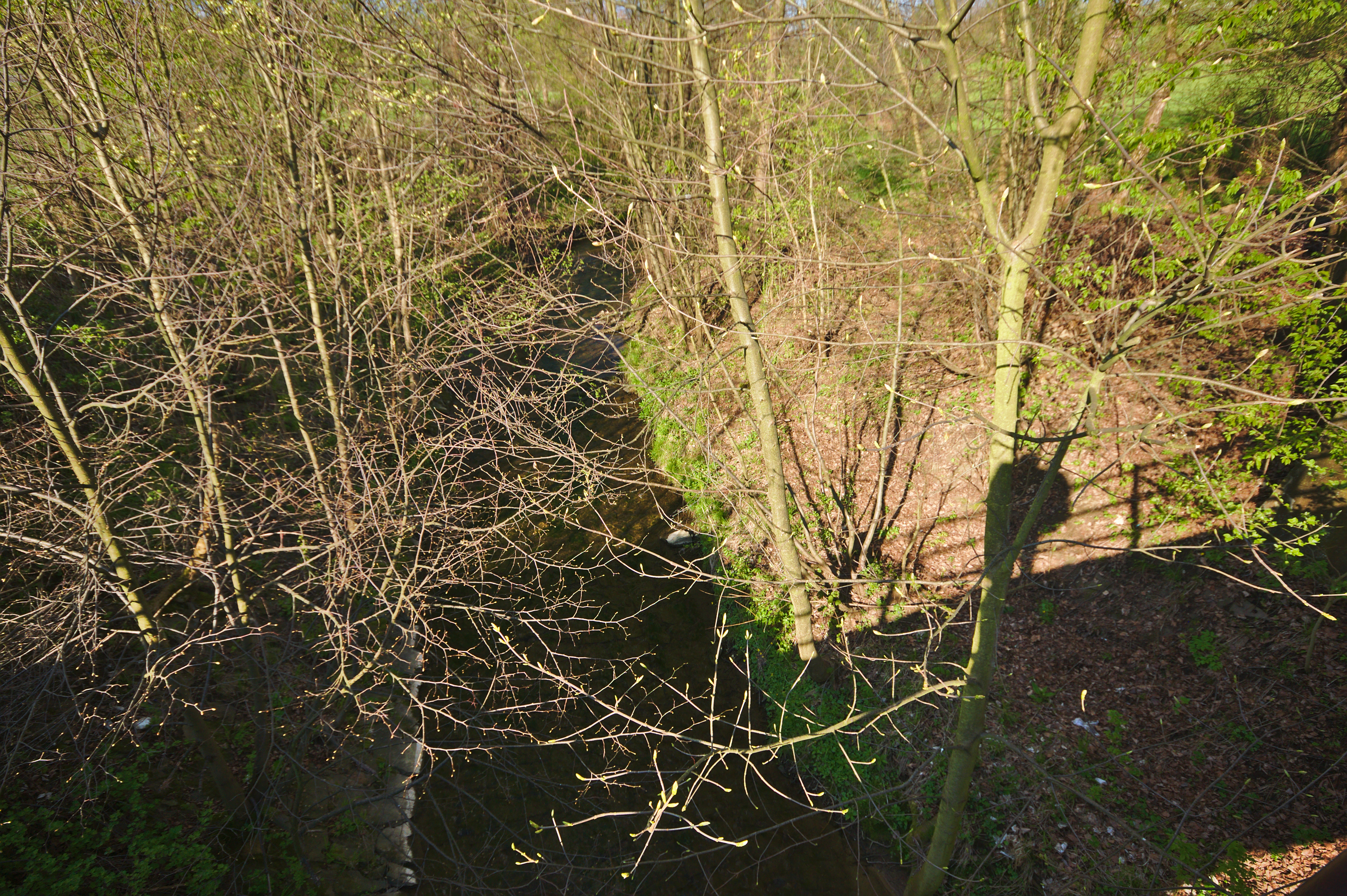
Řeka v obci Poteč
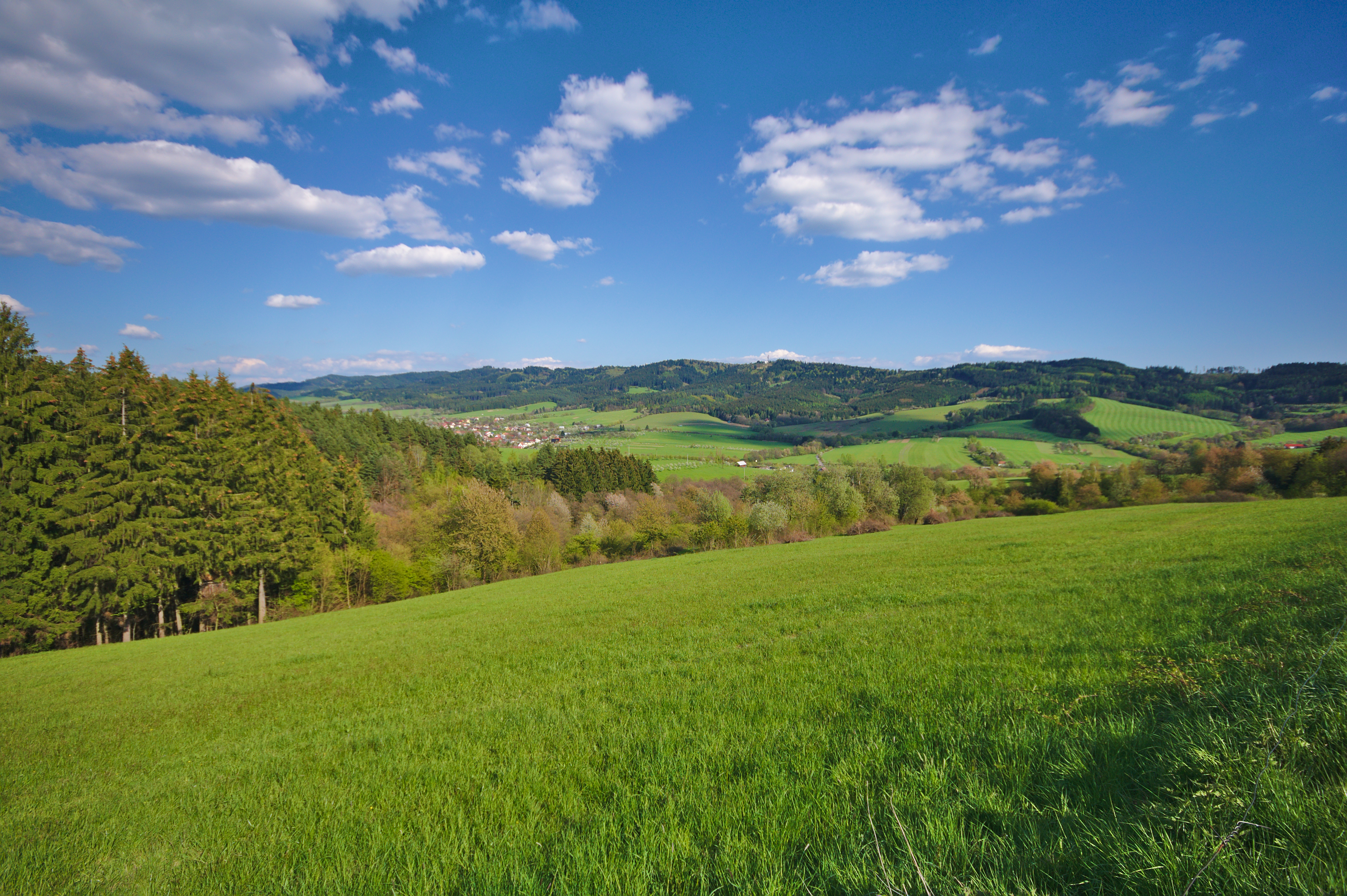
Údolí řeky od severu